# Federazione di atletica leggera della Bulgaria
La Federazione di atletica leggera della Bulgaria (in bulgaro: Българска Федерация Лека Атлетика, Bălgarska Federatsiya Leka Atletika, BFLA) è una federazione sportiva che ha il compito di promuovere la pratica dell'atletica leggera e coordinarne le attività dilettantistiche ed agonistiche in Bulgaria.